# Al Simpson
(en) Statistiques sur pro-football-reference
Allen Ralph Simpson Jr (né le 27 juillet 1951 à Pittsburgh) est un joueur américain de football américain.

## Carrière

### Université
Simpson est étudiant à l'université d'État du Colorado, jouant avec l'équipe de football américain des Rams.

### Professionnel
Al Simpson est sélectionné au second tour du draft de la NFL de 1975 par les Giants de New York au vingt-septième choix. Pour sa première saison en professionnel, il entre au cours de treize matchs, récupérant un fumble (seul fait de jeu de sa carrière). En 1976, il est titulaire au poste d'offensive guard gauche à huit matchs. Après cette saison, il est libéré par les Giants et ne joue plus en professionnel.